# Do budusjtjej vesny
Do budusjtjej vesny (russisk: До будущей весны - dansk: Til næste forår) er en sovjetisk spillefilm fra 1960 af Viktor Sokolov.

## Medvirkende
- Ljudmila Martjenko som Vera
- Innokentij Smoktunovskij som Aleksej
- Galina Vasiljeva som Natasja
- Vladimir Andrejev som Vasilij
- Marija Prizvan-Sokolova som Nastja